# Điệu blues của Ma Rainey
Điệu blues của Ma Rainey (tên gốc tiếng Anh: Ma Rainey's Black Bottom) là phim điện ảnh chính kịch tiểu sử âm nhạc của Mỹ năm 2020 do George C. Wolfe đạo diễn, với phần kịch bản do Ruben Santiago-Hudson thực hiện, chuyển thể từ vở kịch Ma Rainey's Black Bottom năm 1982 của August Wilson. Phim có sự tham gia diễn xuất của Viola Davis, Chadwick Boseman, Glynn Turman, Colman Domingo và Michael Potts. Nội dung tác phẩm tập trung vào Ma Rainey, một nữ ca sĩ nhạc blues có ảnh hưởng, với việc dàn dựng lại một buổi thu âm đầy biến động vào năm 1927 ở Chicago.
Dưới bàn tay sản xuất của Denzel Washington, Todd Black và Dany Wolf, dự án ban đầu được công bố vào năm 2013 cùng với dự án điện ảnh Fences của Washington; đây là một phần trong hợp đồng sản xuất mười phim giữa ông và HBO. Bản chuyển thể điện ảnh sau cùng đã được chuyển tới Netflix, và quá trình quay phim bắt đầu tại Pittsburgh vào năm 2019. Boseman qua đời trong quá trình hậu kỳ vào tháng 8 năm 2020, khiến Điệu blues của Ma Rainey trở thành phim điện ảnh cuối cùng trong sự nghiệp diễn xuất của anh. Bộ phim cũng gửi lời tri ân dành riêng cho nam diễn viên.
Điệu blues của Ma Rainey bắt đầu được công chiếu giới hạn tại các rạp từ ngày 25 tháng 11 năm 2020, trước khi được phát hành phát trực tuyến trên nền tảng Netflix vào ngày 18 tháng 12. Tác phẩm đã nhận được nhiều lời hoan nghênh từ giới phê bình, trong đó phần diễn xuất của Davis, Boseman và Turman cũng như phần phục trang và thiết kế sản xuất rất được đề cao. Bộ phim được mệnh danh là một trong mười phim điện ảnh hay nhất năm 2020 của Viện phim Mỹ. Bộ phim đã nhận được 4 đề cử tại Giải Oscar lần thứ 93, trong đó giành chiến thắng tại hai hạng mục là Hóa trang xuất sắc nhất và Thiết kế phục trang đẹp nhất.

## Nội dung
Ma Rainey là nữ ca sĩ nhạc blues được đánh giá cao với ý chí mạnh mẽ, gần đây đã được các nhà sản xuất da trắng ký hợp đồng. Ngày 2 tháng 7 năm 1927, một buổi thu âm do người quản lý của cô là Irvin lên lịch sẽ diễn ra tại Paramount Recording Studios ở Chicago. Các thành viên dày dạn kinh nghiệm của ban nhạc Jazz Georgia là Toledo, Cutler và Slow Drag đến đúng giờ mà chưa thấy Ma tới, khiến nhà sản xuất Mel Sturdyvant nản lòng. Levee Green, tay thổi kèn kiêu căng của ban nhạc, đã cho Sturdyvant xem những nguyên tác của mình với hy vọng có thể tách khỏi Ma và có được hợp đồng thu âm riêng. Các thành viên còn lại của ban nhạc không đồng thuận với điều này.
Ma đến muộn một tiếng với người bạn Dussie Mae và cháu trai Sylvester. Cô chạm mặt Sturdyvant và người quản lý Irvin và đưa ra nhiều yêu cầu. Bị xúc phạm vì cả hai không mua nổi cho cô một chai Coca-Cola, Ma từ chối bắt đầu buổi thu âm và yêu cầu Slow Drag và Sylvester đi mua cho cô một chai. Sau đó, cô muốn Sturdyvant cho cháu trai Sylvester của cô nói lời mở đầu album, dù biết cậu bị nói lắp. Ma tâm sự với Cutler rằng những người da trắng chỉ quan tâm đến giọng hát của cô, còn không thì sẽ chỉ coi cô như "một con chó trong hẻm". Cutler cũng hiểu và thông cảm. Cùng lúc đó, Levee và Dussie Mae quan hệ tình dục trong phòng tập trước khi bị Slow Drag cắt ngang. Chỉ vì đoạn mở đầu, nhóm nhạc phải thu đi thu lại nhiều lần ca khúc "Ma Rainey’s Black Bottom" mới có thể hoàn thành bài hát. Tuy nhiên sau khi thu xong, Sturdyvant phát hiện ra lỗi thiết bị khiến bản thu chưa hề được ghi lại, Ma tức giận bỏ ra ngoài.
Trong lúc đợi sửa chữa dây điện bị đứt, Cutler kể câu chuyện về một nhà thuyết giáo mà ông từng biết bị mắc kẹt trong một thị trấn nhỏ và bị một nhóm người da trắng làm nhục, xé nát cuốn Kinh thánh và buộc ông phải nhảy múa. Levee phủ nhận câu chuyện, nói rằng nếu có Chúa, anh ấy sẽ quan tâm đến những người da đen, một điều vốn chẳng bao giờ xảy ra với anh. Cutler tấn công Levee trong cơn giận dữ, khiến Levee rút dao để trả đũa trong khi vẫn chế nhạo Cutler và niềm tin của anh. Cuối cùng thì nhóm cũng hoàn thành việc ghi âm, nhưng Ma đã sa thải Levee ngay sau đó vì tin rằng tham vọng liều lĩnh và thái độ không khoan nhượng của anh sẽ gây bất lợi cho ban nhạc. Levee gặp Sturdyvant nói chuyện về những sáng tác anh đã viết, để rồi biết được rằng những sáng tác ấy sẽ không bao giờ được thu âm. Levee bị suy sụp tinh thần; sau khi Toledo vô tình giẫm phải đôi giày mới của mình, Levee đã đâm vào lưng ông một nhát dao chí mạng. Cutler và Slow Drag rời đi trong sự kinh hoàng, trong khi đó Levee tiếc nuối nâng niu cơ thể của Toledo. Sau đó, Sturdyvant thu âm bài hát mới của Levee với một ban nhạc gồm toàn những người da trắng.

## Diễn viên
- Viola Davis vai Ma Rainey. Maxayn Lewis lồng tiếng giọng hát của Ma.
- Chadwick Boseman vai Levee Green
- Glynn Turman vai Toledo
- Colman Domingo vai Cutler
- Michael Potts vai Slow Drag
- Jonny Coyne vai Mel Sturdyvant
- Taylour Paige vai Dussie Mae
- Jeremy Shamos vai Irvin
- Dusan Brown vai Sylvester
- Joshua Harto vai Cảnh sát
- Quinn VanAntwerp vai Ca sĩ ban nhạc

## Sản xuất
Denzel Washington ban đầu đã có một thỏa thuận với kênh truyền hình HBO để chuyển thể chín vở kịch của nhà viết kịch August Wilson thành phim điện ảnh, trong số đó có vở Ma Rainey's Black Bottom. Đến tháng 6 năm 2019, thỏa thuận đã được chuyển sang Netflix. Viola Davis, Chadwick Boseman, Glynn Turman, Colman Domingo và Michael Potts đã được tuyển vai tham gia dự án, với George C. Wolfe giữ vai trò đạo diễn. Vào tháng 7 năm 2019, Taylour Paige, Jonny Coyne, Jeremy Shamos và Dusan Brown cũng tham gia dàn diễn viên. Maxayn Lewis lồng tiếng cho phần giọng hát của Rainey thay cho Davis.
Phim bắt đầu được bấm máy vào ngày 8 tháng 7 năm 2019 tại Pittsburgh, với bối cảnh được chuyển đổi thành Chicago năm 1927. Quá trình ghi hình kết thúc vào ngày 16 tháng 8 năm 2019. Vào ngày 28 tháng 8 năm 2020, Boseman qua đời vì bệnh ung thư đại trực tràng khi dự án đang trong quá trình hậu kỳ, khiến Điệu blues của Ma Rainey trở thành phim điện ảnh cuối cùng trong sự nghiệp diễn xuất của anh. Bộ phim cũng có lời đề tri ân tới nam diễn viên.

## Phát hành
Điệu blues của Ma Rainey đã được công chiếu tại một số rạp chọn lọc vào ngày 25 tháng 11 năm 2020, trước khi được phát hành phát trực tuyến trên nền tảng Netflix vào ngày 18 tháng 12. Netflix cũng đã phát hành bộ phim tài liệu dài 21 phút về Điệu blues của Ma Rainey: Đưa huyền thoại lên màn ảnh song song cùng với bộ phim. Điệu blues của Ma Rainey cũng trở thành phim điện ảnh được xem nhiều nhất trong dịp cuối tuần đầu tiên ra mắt.

## Đánh giá chuyên môn
Trên hệ thống tổng hợp kết quả đánh giá Rotten Tomatoes, phim nhận được 98% lượng đồng thuận dựa theo 293 bài đánh giá, với điểm trung bình là 8,2/10. Các chuyên gia của trang web nhất trí rằng, "Được lồng ghép bởi một cặp trình diễn đầy quyền lực, Điệu blues của Ma Rainey bày tỏ lòng kính trọng tới một huyền thoại nhạc blues nói riêng và văn hóa da đen nói chung." Trên trang Metacritic, phần phim đạt số điểm 87 trên 100, dựa trên 46 nhận xét, hầu hết là những lời khen ngợi.
Viết cho tờ Los Angeles Times, Justin Chang bình luận "Boseman, vẫn là sự chính trực mà anh đã gắn bó trong suốt sự nghiệp của mình, đã từ chối những bàn đạp nhẹ nhàng để đi đến vạch đích. Anh đã truyền cho người đàn ông đang sôi sục, tan vỡ này món quà của một tâm hồn đầy vụn nát, bị dẫn dắt bởi cơn tức giận và thương tổn, và điều đó cũng khiến anh trở nên đậm tính người hơn. Những khoảnh khắc cuối cùng trên màn ảnh là một trong những thời khắc đen tối nhất mà cũng tuyệt vời nhất của anh." Eric Kohn của IndieWire cho phim điểm "B" cùng lời khen ngợi tới màn trình diễn của Boseman và Davis: "Mọi thứ sẽ đáng lo ngại hơn nếu Điệu blues của Ma Rainey không làm bật lên đoạn hội thoại chói tai của Wilson và nhịp độ đậm chất jazz của phần âm nhạc. Trên tất cả, bộ phim là sự hồi sinh đầy vững vàng, mà không làm ảnh hưởng đến những ấn tượng mà vở kịch [nguyên tác] đã gây dựng được ngay từ đầu." Peter Travers thì bình luận cho ABC News rằng: "Davis vào vai Ma Rainey ngoài đời thực, một ca sĩ Georgia được mệnh danh là Mẹ của nhạc Blues. Boseman thì đầu tư cả thể xác lẫn tâm hồn vào Levee, tay thổi kèn nóng bỏng dám đối đầu với Ma trong một phòng thu âm tồi tàn ở Chicago, nơi họ được trả tiền để tạo ra âm nhạc theo cách mà các ông chủ da trắng muốn. Thời điểm là năm 1927, những căng thẳng chủng tộc vẫn bùng phát mạnh mẽ hơn bao giờ hết."